# Vražda Honorah Parkerové
Vražda Honorah Parkerové se stala ve městě Christchurch na Jižním ostrově Nového Zélandu dne 22. června 1954. Honorah Rieperová (známá také pod svým občanským jménem Honorah Parkerová) byla zavražděna svou šestnáctiletou dcerou Pauline Parkerovou a Paulininou blízkou přítelkyní, patnáctiletou Juliet Hulmeovou (později známou jako Anne Perryová). Případ se stal inspirací pro divadelní hry, romány a filmy (například Nebeská stvoření Petera Jacksona z roku 1994).

## Pozadí vraždy
Pauline Yvonne Parkerová (též Pauline Rieperová) se narodila 26. května 1938, s Juliet Hulmeovou (původem z Londýna) se seznámila jako náctiletá. Pocházela z dělnické rodiny. Její rodiče byli na částečný úvazek zaměstnaní na univerzitě jako pracovníci údržby. Její otec Herbert Rieper s Honorah Parkerovou žil, ale (jak vyplynulo z pozdějších soudních slyšení) nebyli sezdáni. Juliet Hulmeová se na Nový Zéland přistěhovala se svými rodiči roku 1948. Jejím otcem byl fyzik a rektor univerzity v Christchurchi Henry Hulme. Obě dívky navštěvovaly místní dívčí střední školu, obě také v dětství prodělaly těžkou nemoc – Pauline zánět kostní dřeně a Juliet tuberkulózu, což je od počátku spojovalo. Podle Pauline si s Juliet romantizovaly představu, že jsou nemocné.
Postupně si dívky společně vytvořily fantastický svět, do kterého zasazovaly děj svých příběhů, knih a her. Časem se dívky staly posedlými jedna druhou. Blízký vztah Pauline a Juliet vedl k tomu, že si Paulinini rodiče začali myslet, že mají dívky sexuální vztah; homosexualita byla v té době považována za duševní chorobu. Hulmeovi měli o svou dceru podobné obavy, nicméně žádná z rodin nadále nebránila dívkám se vídat. Pauline mohla dokonce u Hulmeových na předměstí Christchurche přespávat a trávit prázdniny. Juliet pokaždé trpěla, když se Pauline měla vrátit domů bez ní. V průběhu jejich vztahu si dívky vytvořily vlastní náboženství s vlastními morálními zásadami. Zavrhly křesťanství a uctívaly vlastní světce, kteří obývali paralelní dimenzi nazvanou Čtvrtý svět, což byla v zásadě jejich verze ráje. Čtvrtý svět byl místem, do kterého podle vlastních představ mohly dívky vstupovat ve chvílích duchovního osvícení. Podle Paulininých zápisků dosahovaly stavu osvícení díky vzájemnému přátelství. Roku 1953 Hulmeovi nepozvali Pauline, aby strávila letní prázdniny v jejich domě, jako tomu bylo v předchozích letech. V roce 1954 pak Julietini rodiče začali žít odděleně, Julietin otec musel rezignovat na pozici rektora a její matka měla mimomanželskou aféru. Hulmeovi se rozhodli vrátit do Anglie, ovšem Juliet měla (údajně kvůli svému zdravotnímu stavu) odjet k příbuzným do Jižní Afriky. Hrozící rozdělení zlomilo oběma mladým ženám srdce a rozhodly se, že Pauline musí do Afriky odjet s Juliet. Ačkoli to nebylo pravděpodobné. Dívky se shodly na tom, že Hulmeovi budou s jejich plánem souhlasit. Pauline si však byla jistá, že ji její matka s Juliet odjet nenechá. Aby se dívky zbavily překážky, která jim bránila zůstat spolu, rozhodly se Honorah Parkerovou zabít. Jejich dlouhodobým plánem bylo odjet do Jižní Afriky a posléze do Hollywoodu nebo New Yorku a tam se živit psaním nebo pracovat ve filmovém průmyslu.

## Vražda
Večer 22. června 1954 si Juliet a Pauline vyšly spolu s Honorah Parkerovou na procházku do Victoriina parku v Christchurchi. V zalesněné oblasti parku v blízkosti malého dřevěného mostu pak Pauline s Juliet ubili Honorah k smrti půlkou cihly strčenou ve staré punčoše. Po spáchání vraždy běžely obě dívky potřísněné krví ke stánku s čajem, ve kterém pár minut před činem jedly. Ve stánku narazily na majitele Agnes a Kennetha Ritchieovy, kterým řekly, že Paulinina matka upadla a uhodila se do hlavy. Na těle Honorah Parkerové byly po nálezu zjištěny četně pohmožděniny v oblasti hlavy, krku a obličeje, spolu s menšími zraněními na prstech rukou. Policie také v lese zanedlouho objevila vražednou zbraň a příběh dívek o nehodě vzal za své.

## Soud a usvědčení
V období před soudním líčením byla Pauline známá pod příjmením Rieperová. Vzhledem k tomu, že její rodiče nebyli sezdáni, byly během procesu Pauline i Honorah uvaděny pod příjmením Parkerová. Ze soudního procesu se stala senzace. Spekulovalo se o možném lesbickém vztahu nebo šílenství obou dívek. Pauline a Juliet byly odsouzeny 28. srpna 1954. Vzhledem k nízkému věku nemohly být popraveny, proto každá z nich musela strávit pět let ve vězení. Některé zdroje tvrdí, že byly propuštěny předčasně s podmínkou, že se už nikdy nekontaktují, ale tehdejší soudní tajemník Sam Barnett novinářům existenci podobné podmínky popřel. Po propuštění se Juliet ihned vydala za svým otcem do Itálie, zatímco Pauline byla nařízena šestiměsíční podmínka, po které opustila Nový Zéland. Necelé čtyři měsíce po činu, byla vzažda Honorah Parkerové v takzvané Mazengarbově zprávě uváděna jako silný důkaz morálního úpadku mládeže.

### Po propuštění
Pauline Parkerová získala po propuštění na svobodu nové jméno, Hilary Nathanová. Následně strávila několik měsíců pod dohledem na Novém Zélandu a poté odjela do Anglie. Nejpozději od roku 1992 žila ve vesnici Hoo nedaleko města Strood v hrabství Kent, kde provozovala jezdeckou školu pro děti. V dospělosti se stala zbožnou římskou katoličkou. Nikdy neposkytla novinářům žádný rozhovor, jen v roce 1996 vydala prohlášení tlumočené její sestrou, v němž vyjádřila nad zabitím své matky lítost. Její sestra prohlásila, že „(Pauline) spáchala ten nejstrašnější zločin a strávila 40 let splácením tím, že se držela dál od lidí a starala se o vlastní maličkosti… Velmi ji mrzelo, co se stalo. Trvalo jí asi pět let, než si uvědomila, co vlastně spáchala.“ Juliet Hulmeová strávila po propuštění nějaký čas v Anglii, poté v USA, aby se nakonec usadila zpátky v Anglii, kde pod jménem Anne Perryová vydala několik úspěšných detektivních románů. Přibližně od roku 1968 byla členkou církve Ježíše Krista Svatých posledních dnů. Do roku 1994 nebylo povědomí o původní identitě Anne Perryové příliš rozšířené. V březnu 2006 nazvala svůj vztah s Pauline Parkerovou posedlostí, ovšem odmítla, že by se jednalo o lesbický vztah.

## Umělecká ztvárnění
Případ byl zpracován v roce 1971 ve francouzském filmu Mais ne nous délivrez pas du mal (Uveď nás v pokušení) a v novozélandském filmu Petera Jacksona Nebeská stvoření z roku 1994. V době, kdy byl vydán jacksonův film vyšla také najevo pravá identita Anne Perryové. Roku 1958 vyšla knižní adaptace příběhu s názvem The Evil Friendship, kterou pod pseudonymem Vin Packer napsala americká autorka Marijane Meaker. Novinové články o případu se staly inspirací pro román Herriet said… britské spisovatelky Beryl Bainbridgeové. Mezi další díla inspirované těmito událostmi patří knihy All the Birds, Singing (autorka Evie Wyldová), These Violent Delights (Micah Nemerever) nebo divadelní hry The Christchurch Murder Angely Carterové nebo Daughters in Heaven Michelanne Forsterové.